# Francisco Javier González
Francisco Javier "Fran" González Pérez (* 14. Juli 1969 in Ribeira) ist ein ehemaliger spanischer Fußballspieler.

## Karriere

### Verein
Fran debütierte 1988 für Deportivo La Coruña in der Segunda División. Er entwickelte sich schnell zum Stammspieler und stieg mit dem Verein 1991 in die Primera División auf. Sein Erstligadebüt erfolgte am 31. August 1991. Konnte der direkte Wiederabstieg in der Spielzeit 1991/92 nur knapp verhindert werden, entwickelte sich die fortan als Super Depor bekannte Mannschaft unter Trainer Arsenio Iglesias schon in der Folgesaison zu einem Spitzenteam, das in der Meisterschaft den dritten Rang belegte. Bereits Leitfigur und Mannschaftskapitän, bestätigte Fran mit Deportivo diese Leistung in den folgenden Jahren durch zwei zweite Plätze in der Meisterschaft, Teilnahmen am UEFA-Pokal und dem ersten Titelgewinn der Vereinshistorie, dem Sieg in der Copa del Rey 1994/95.
Mittlerweile auch Bestandteil der spanischen Nationalmannschaft, zeigten sich sowohl der FC Barcelona als auch Real Madrid an einer Verpflichtung des Spaniers interessiert. Aus einem unterzeichneten Vorvertrag mit den Königlichen, der ihn dazu verpflichtete, mit Beginn der Saison 1995/96 in der spanischen Hauptstadt zu spielen, ließ sich Fran kurzerhand von Klubpräsident Augusto César Lendoiro wieder herauskaufen. Damit bekräftigte er seine Zuneigung zum Verein aus Galicien und seine Absicht, bei diesem seine gesamte Karriere zu spielen.
Zu Beginn der Saison 1995/96 gewann Fran mit seinem Verein die Supercopa de España gegen Real Madrid. Anschließend verlief die Spielzeit trotz des Einzugs ins Halbfinale des Europapokals der Pokalsieger nicht wunschgemäß. In der Liga reichte es unter dem neuen Trainer John Toshack nur zu einem Mittelfeldrang. Darüber hinaus verletzte sich Fran gegen Saisonende schwer am linken Knie und musste operiert werden, wodurch seine mögliche Teilnahme an der Europameisterschaft verhindert wurde.
Anschließend etablierten sich Fran und Deportivo wieder im oberen Tabellendrittel. Es folgten weitere Europapokal-Teilnahmen sowie der lang ersehnte erste Meisterschaftsgewinn in der Saison 1999/2000. Deportivo blieb auch in der Folge ein Spitzenteam der spanischen Liga und qualifizierte sich fünfmal in Folge für die UEFA Champions League. Mit Siegen in der Supercopa de España sowie einem weiteren Pokalsieg im Jahr 2002 sammelte Fran weitere Titel. Im Jahr 2004 zog er mit Deportivo bis ins Halbfinale der Königsklasse vor.
Nach der Saison 2004/05 beendete Fran nach 17 Jahren Vereinszugehörigkeit seine Karriere. Insgesamt bestritt der Spanier 700 Pflichtspiele für Deportivo La Coruña, entwickelte sich zu einer Symbolfigur des Klubs aus Galicien und prägte dessen erfolgreichste Ära der Vereinsgeschichte.

### Nationalmannschaft
Fran debütierte am 27. Januar 1993 für die spanische Nationalmannschaft im Rahmen eines Freundschaftsspiels gegen Mexiko. Mit Spanien nahm er an der Europameisterschaft 2000 teil. Insgesamt bestritt Fran 16 Länderspiele und schoss zwei Tore.

## Erfolge
Mit dem Verein
- Spanischer Meister: 2000
- Spanischer Pokalsieger: 1995, 2002
- Spanischer Supercupsieger: 1995, 2000, 2002

Persönliche Auszeichnungen
- Spaniens Fußballer des Jahres: 1993 (Don Balón)

## Persönliches
Sein Sohn Nico (* 2002) ist ebenfalls Fußballspieler.